# Övertändning

Animation av förloppet vid övertändning.

Övertändning är en övergång från ett tidigt brandförlopp till en fullt utvecklad rumsbrand, från det att en brand är lokalt belägen i ett rum tills att hela rummet är involverat i branden. Det inträffar när en brands effektutveckling överstiger en kritisk nivå. Orsaker till brandens stora effektökning är flamspridning över brännbara ytor och återstrålning från det varma brandgaslagret.
Ordet används även inom idrotten och avser då en person som är alltför laddad inför en uppgift.